# Äspskärskobben
Äspskärskobben är en ö i Finland. Den ligger i Finska viken och i kommunen Kyrkslätt i den ekonomiska regionen  Helsingfors i landskapet Nyland, i den södra delen av landet. Ön ligger omkring 24 kilometer sydväst om Helsingfors.
Öns area är 1,5 hektar och dess största längd är 200 meter i sydväst-nordöstlig riktning. Närmaste större samhälle är Kyrkslätt, 15,7 km nordväst om Äspskärskobben.